# Petr Blecha
Petr Blecha (Praga, Checoslovaquia, 24 de abril de 1970) es un deportista checo que compitió en remo. Ganó una medalla de plata en el Campeonato Mundial de Remo de 1993, en la prueba de cuatro con timonel.

## Palmarés internacional
| Campeonato Mundial | Campeonato Mundial       | Campeonato Mundial | Campeonato Mundial |
| Año                | Lugar                    | Medalla            | Prueba             |
| ------------------ | ------------------------ | ------------------ | ------------------ |
| 1993               | Račice (República Checa) | Medalla de plata   | Cuatro con timonel |